# Pteris laurisilvicola
Pteris laurisilvicola är en kantbräkenväxtart som beskrevs av Kurata. Pteris laurisilvicola ingår i släktet Pteris och familjen Pteridaceae. Inga underarter finns listade.